# Rosa Peñalver Pérez
Rosa Peñalver Pérez (San Javier, 3 de febrer de 1954) és una política espanyola. És membre del PSOE i ha estat diputada de l'Assemblea Regional de Múrcia, de la qual és presidenta des de 2015. És llicenciada en Geografia i Història i diplomada en Biblioteconomia i Documentació i postgrau en Igualtat d'Oportunitats. Va rebre el Premi de la Unió Europea a un Projecte d'Innovació Educativa sobre Igualtat.